# Tossy Spivakovsky
Tossy Spivakovsky   (Odessa, 23 de desembre de 1906 - Westport, 20 de juliol de 1998) fou un virtuós del violí de formació alemanya, nascut a l'Imperi Rus, que va ensenyar a Austràlia i es va establir després als Estats Units, va ser considerat un dels millors violinistes del segle xx.

## Biografia
Tossy Spivakovsky va néixer a Odessa, que el 1906 encara formava part de l’Imperi rus. Sota l'amenaça creixent dels pogroms, la seva família es va traslladar a Berlín, on va estudiar amb Arrigo Serato en privat i més tard amb Willy Hess a la Berliner Hochschule für Musik. Un prodigi del violí, va donar el seu primer recital als 10 anys. Juntament amb el seu germà gran Jacob "Jascha" (1896-1970), un reconegut pianista de concerts, Tossy va fer la seva primera gira de concerts europeus als 13 anys, actuant com a solista, amb orquestres en diversos països, inclosos Holanda, Anglaterra, Noruega, Suècia i Dinamarca, el 1919, on els germans van tocar per a la reialesa danesa. Amb només 18 anys, després de ser talent detectat per Wilhelm Furtwängler, Spivakovsky es va convertir en el concertista més jove contractat per la Filharmònica de Berlín. Dos anys més tard va marxar per seguir una carrera en solitari a Europa.
Durant la dècada de 1920, ell i el seu germà Jascha van actuar junts com a duo Spivakovsky. El 1930, Tossy i Jascha van establir l'aclamat Trio Spivakovsky-Kurtz juntament amb el violoncel·lista Edmund Kurtz. El trio estava de gira per Austràlia el 1933 quan el partit nazi va prendre el poder a Alemanya, posant fi temporalment a la carrera europea de Spivakovsky. Va romandre a Austràlia, on es va casar amb la doctora Erika Lipsker Zarden, filòloga i historiadora del Renaixement, que va ser la seva dona durant 63 anys. Els tres membres del trio Spivakovsky-Kurtz es van unir al professorat del Conservatori de Música de la Universitat de Melbourne. Spivakovsky, el més jove de nou, pertanyia a una família musical i artística. El seu germà gran Simeó, fotògraf, també era un bon artista i escultor. El seu germà Albert, un distingit pianista, també va tocar el violoncel i va dirigir orquestres a Alemanya i Dinamarca. Un altre germà, el violinista i violoncel·lista Isaac 'Issy' (1902-1977), que havia estudiat violí amb Willy Hess i violoncel amb Hug Becker i Gregor Piatigorsky, també va emigrar a Austràlia el 1934 i durant 28 anys (1937-1965) va ensenyar violí, viola i violoncel al Scotch College de Melbourne. Adolf (1891–1958), un baríton baix, també va emigrar a Melbourne el 1934 i va ensenyar al Conservatori Universitari on els seus estudiants van incloure les sopranos Glenda Raymond i Sylvia Fisher. De les tres germanes de Spivakovsky - Claire, Esfira i Betty - es deia que Claire i Betty tenien bones veus cantants.
El 1940, Spivakovsky es va traslladar als Estats Units amb la seva dona i la seva filla i va debutar a Nova York aquell any. Es va convertir en concertino de lOrquestra de Cleveland sota la direcció d'Artur Rodziński, en aquesta funció també sovint actuant com a solista. El 1943, Rodziński el va convidar a presentar l'estrena representació als Estats Units del Concert per a violí núm. 2 de Bartók a Cleveland, Ohio. Posteriorment, Spivakovsky va donar a aquesta obra les seves primeres representacions a Nova York i San Francisco. El mateix Bartók va descriure la interpretació del seu concert per a violí a Nova York de Spivakovsky com a "de primer ordre". La seva interpretació d'aquest concert, que va obtenir una extraordinària aclamació de la crítica, va iniciar la seva carrera als Estats Units com a solista. Segons el crític Alfred Frankenstein de la "San Francisco Chronicle", Spivakovsky era "El millor violí que va tocar una generació". El crític Virgil Thomson, del "New York Herald Tribune", va escriure: "Una noblesa de to tan infal·lible, una uniformitat de coloració a través de l'escala i, el més extraordinari de tots, un to tan impecable ... en va deixar una mica jadejada". "Va ser això el millor des de Heifetz", va preguntar Frankenstein després d'una interpretació del Concert per a violí de Bartók el 1948, "o va ser només el millor, període?" Després de la interpretació de Spivakovsky a Nova York del concert per a violí de Gian Carlo Menotti, una ressenya que apareixia a l'edició del 3 de maig de 1954 deia: "Com sempre, el seu to era exuberant, el seu to era impecable i va portar la música a tota sang. la vida ". El mateix article es referia a Spivakovsky com "un dels violinistes més brillants que hi ha en vida".
Spivakovsky va ser solista en les actuacions d'estrena de la Sonata Concertante de Leon Kirchner i del Canticle and Perpetual Motion de David Diamond. Acompanyat per lOrquestra Filharmònica de Nova York, va oferir a Nova York les estrenes de concerts per a violí de Frank Martin i Carl Nielsen. Va compondre les seves pròpies cadències per al concert per a violí de Beethoven que van ser publicades el 1964 per Breitkopf & Härtel, Wiesbaden. També va compondre cadències per als cinc concerts de violí de Mozart publicats el 1967 per Wilhelm Zimmermann. Durant més de quatre dècades, representat per "Columbia Artists Management", va viatjar extensament pels Estats Units, Canadà, Amèrica del Sud, Israel i Europa oferint actuacions en solitari. També va trobar temps per ensenyar violí i música de cambra a la Juilliard School de Nova York del 1974 al 1989.
Per tal d'extreure del seu instrument el to més ric i brillant possible, Spivakovsky va desenvolupar un mètode innovador d'inclinar-se que va ser descrit amb detall en un llibre titulat "The Spivakovsky Way of Bowing", de Gaylord Yost. En un esforç de tota la vida per interpretar el seu repertori tal com els compositors desitjaven que es interpretés la seva música, va buscar i investigar les seves partitures originals. Quan va descobrir que Bach volia certs acords en les seves obres per a violí solista que es reproduïssin sense arpeggiació, va escriure un article titulat "Problema de l'arpeggiació a la música de Bach per a violí sol" que es va publicar al número de febrer de 1954 de Musical America. Un article posterior de Spivakovsky, titulat "Polifonia en les obres de Bach per a violí sol", publicat el 1967 a "The Music Review", vol. 28, núm. 4, proporciona les proves de la preferència de Bach. Quan va escoltar, el 1957, una gravació d'Emil Telmányi de les obres de Bach per a violí solista tocades amb un arc corbat, Spivakovsky va comprar per a ell un arc "VEGA BACH" de Knud Vestergaard de Dinamarca. L'ús de l'arc corbat per a Bach li va permetre a partir d'aleshores executar tots els acords de quatre cordes de les sonates i "partites" de Bach amb més facilitat i sonoritat. En una introducció oral a la seva interpretació en viu de "Chaconne", ara llançada per "DOREMI",
Spivakovsky va explicar la seva motivació per a l'ús de l'arc corbat.

## Doctorats honoris causa
- Fairfield University, Fairfield, Connecticut, April 26, 1970
- The Cleveland Institute of Music, Cleveland, Ohio, June 5, 1975